# Krefelder Appell

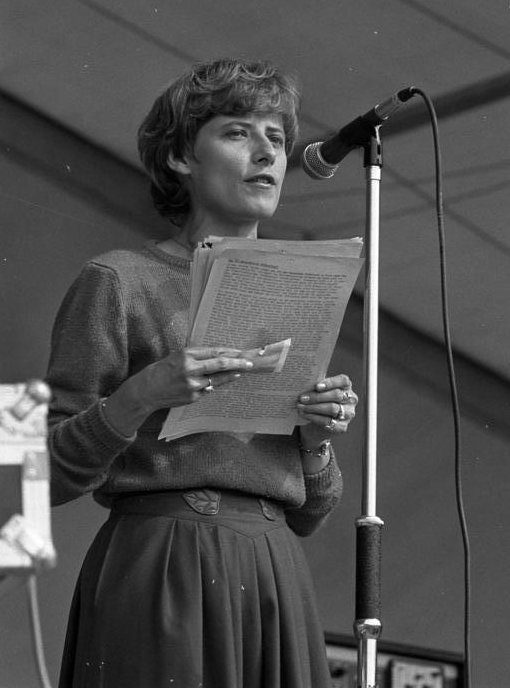
Petra Kelly, Vertreterin der Krefelder Initiative, bei Künstler für den Frieden, Bochum

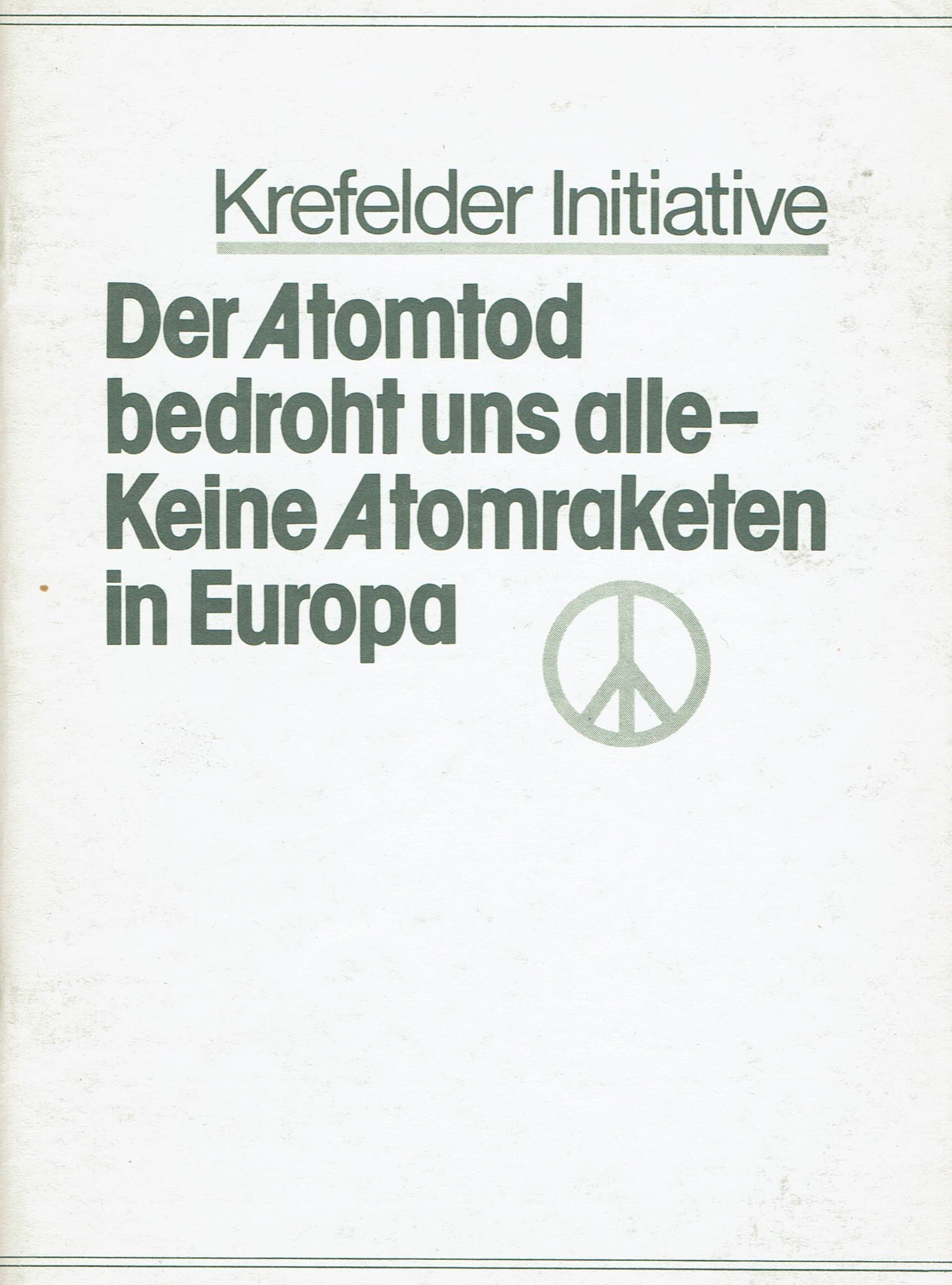
Vorderseite der Broschüre Hrsg. Dieter Lattmann

Der Krefelder Appell war ein Aufruf der westdeutschen Friedensbewegung an die damalige Bundesregierung, die Zustimmung zur Stationierung neuer atomarer Mittelstreckenraketen in Europa (NATO-Doppelbeschluss) zurückzuziehen und innerhalb der NATO auf eine Beendigung des atomaren Wettrüstens zu drängen. Er wurde am 16. November 1980 in Krefeld öffentlich vorgestellt und bis 1983 von über vier Millionen Bundesbürgern unterzeichnet. Er wurde von Mitgliedern der Deutschen Friedens-Union (DFU) und der Grünen gemeinsam initiiert und repräsentierte einen „Minimalkonsens“ in der Friedensbewegung, als Nahziel die „Nachrüstung“ zu verhindern, um so den Abbau aller Atomraketen in Europa zu ermöglichen. 

## Initiatoren
Der Appell war das Ergebnis des zweitägigen „Krefelder Forums“, das vom 15. bis zum 16. November 1980 im Seidenweberhaus stattfand. Eingeladen dazu hatten einige Vertreter der Kampf-dem-Atomtod-Bewegung von 1957/58 – Martin Niemöller, Helmut Ridder, Karl Bechert und Gösta von Uexküll – zusammen mit Vertretern der „neuen“ Friedensbewegung – u. a. Petra Kelly, Gert Bastian, Christoph Strässer. An dem Treffen nahmen zur Überraschung der Initiatoren etwa 1500 Vertreter außerparlamentarischer Initiativen sowie der Jungsozialisten und Jungdemokraten teil, die dann den Text des Appells gemeinsam beschlossen. Der Entwurf stammte von Josef Weber, einem Direktoriumsmitglied der DFU, und dem ehemaligen Bundeswehrgeneral Gert Bastian. Unter den Erstunterzeichnern des Appells war neben den Initiatoren auch die Schriftstellerin Luise Rinser.

## Inhalte
Der öffentlich vorgestellte und dann bundesweit verbreitete Text stand unter der Überschrift: Der Atomtod bedroht uns alle – keine neuen Atomraketen in Europa! In vielen Druckversionen war nicht nur von neuen, sondern allgemein von „Atomraketen“ die Rede. Der Appell forderte daher nicht nur die Ablehnung neuer westlicher, sondern aller europäischen Atomraketen. Er griff die Parole der 1950er Jahre „Kampf dem Atomtod!“ bewusst auf, die sich ebenfalls gegen die Atombewaffnung beider Blöcke gewandt hatte und dazu zunächst die Atombewaffnung der Bundeswehr und der NATO aufhalten wollte.
Der Appell forderte die Bundesregierung auf,
- die Zustimmung zur Stationierung von Pershing-II-Raketen und Marschflugkörpern in Mitteleuropa zurückzuziehen;
- im Bündnis künftig eine Haltung einzunehmen, die unser Land nicht länger dem Verdacht aussetzt, Wegbereiter eines neuen, vor allem die Europäer gefährdenden nuklearen Wettrüstens sein zu wollen.

Zudem wurde die westdeutsche Bevölkerung aufgefordert,
...diesen Appell zu unterstützen, um durch unablässigen und wachsenden Druck der öffentlichen Meinung eine Sicherheitspolitik zu erzwingen, die
- eine Aufrüstung Mitteleuropas zur nuklearen Waffenplattform der USA nicht zulässt
- Abrüstung für wichtiger hält als Abschreckung
- die Entwicklung der Bundeswehr an dieser Zielsetzung orientiert.

Begründet wurde dies damit, dass keine rechtzeitige Abrüstungsvereinbarung zwischen Sowjetunion und USA mehr zu erwarten sei, da der neue US-Präsident Ronald Reagan die vorgesehenen Genfer Abrüstungsverhandlungen auf unbestimmte Zeit verschoben und die Ratifizierung der SALT-II-Verträge ausgesetzt hatte:
Immer offensichtlicher erweist sich der Nachrüstungsbeschluss der NATO vom 12. Dezember 1979 als verhängnisvolle Fehlentscheidung. Die Erwartung, wonach Vereinbarungen zwischen den USA und der Sowjetunion zur Begrenzung der eurostrategischen Waffensysteme noch vor der Stationierung einer neuen Generation amerikanischer nuklearer Mittelstreckenraketen in Westeuropa erreicht werden könnten, scheint sich nicht zu erfüllen.
Stattdessen sei ein neuer „selbstmörderischer Rüstungswettlauf“ wahrscheinlich, der dann nicht mehr gestoppt werden könne:
...seine zunehmende Beschleunigung und offenbar konkreter werdende Vorstellungen von der scheinbaren Begrenzbarkeit eines Nuklearkrieges müssten in erster Linie die europäischen Völker einem untragbaren Risiko aussetzen.
Die Ablehnung der Raketenstationierung durch Bundesregierung und Bevölkerung sollte die laufende Diskussion um „Möglichkeiten einer alternativen Sicherheitspolitik“ berücksichtigen:
Solche Überlegungen sind von großer Bedeutung für den demokratischen Prozess der Willensbildung und können dazu beitragen, dass unser Volk sich nicht plötzlich vollzogenen Tatsachen gegenübergestellt sieht.
Die sowjetischen SS-20-Raketen wurden nicht ausdrücklich erwähnt, da der Appell sich nicht an ausländische Staatsführungen, sondern an die Bundesregierung richtete und primär den bevorstehenden, von ihr zu entscheidenden Stationierungsbeschluss verhindern wollte.

## Wirkung
Schon nach sechs Monaten hatten rund 800.000 Menschen den Appell unterschrieben, bis 1983 sogar über vier Millionen. Auch nach dem Stationierungsbeschluss der Bundestagsmehrheit von 1983 unterschrieben nochmals zehntausende Bürger den Aufruf.
Dieser stieß jedoch schon bald nach seinem Erscheinen auf Ablehnung der im Bundestag vertretenen Parteien sowie des DGB. Sie kennzeichneten die Unterzeichner vielfach als „nützliche Idioten“ der SED und ihrer westdeutschen Ableger wie der DKP. Da die DDR-Regierung die DKP und ihr nahestehende Organisationen auch finanziell unterstützte, behaupteten manche Historiker auch einen direkten SED-Einfluss auf den Krefelder Appell. Das Bundesverteidigungsministerium unter Hans Apel ließ Broschüren verteilen, wonach sogar alle Initiatoren des Appells finanziell von der Sowjetunion (nicht der SED) abhängig seien.
Auch Erhard Eppler, der die inhaltlichen Forderungen des Appells teilte, unterzeichnete ihn nicht, weil der Mitautor Josef Weber „noch nie gegenüber der anderen Seite Nein gesagt“ habe. Diese Kritik teilten auch Teile der SPD und der Gewerkschaften. Sie traten darum am 9. Dezember 1980 mit dem fast wortgleichen Bielefelder Appell an die Öffentlichkeit, der jedoch außerhalb der SPD kaum Unterstützung fand und dessen Unterzeichner vielfach auch den Krefelder Appell unterschrieben.
Nachdem die NATO die Raketenaufstellung begonnen hatte, war dem Krefelder Appell die Basis entzogen, so dass er fortan nicht mehr bündelnd wirken konnte. Dies hatten viele Gruppen der Friedensbewegung vorausgesehen und den Appell ihrerseits aus unterschiedlichen Motiven heraus kritisiert. Weitergehende Forderungen, z. B. nach einer Entmilitarisierung ganz Europas, einem Austritt aus der NATO oder vollständigem Verzicht auf militärische Verteidigung, waren jedoch nicht konsensfähig.
Die Zustimmung zu den Forderungen des Krefelder Appells wird auch als ein Faktor angesehen, der ostdeutsche Friedensgruppen ermutigt habe, entsprechende Abrüstungs- und Entmilitarisierungsschritte von der DDR-Regierung zu fordern und dies – etwa mit dem Aufnäher Schwerter zu Pflugscharen – auch nach außen zu tragen. Weil die Krefelder Initiative nicht gegen die Verhaftung von Pazifisten in der DDR protestieren und die Forderung nach atomarer Abrüstung nicht mit der Forderung nach Menschenrechten auch im Ostblock verbinden wollte, traten Gert Bastian und Petra Kelly als Wortführer der Grünen aus ihr aus. Sie traten für eine „blockfreie Friedensbewegung“ in ganz Europa ein und unterstützten bei einem Treffen mit DDR-Staatschef Erich Honecker offen die staatsunabhängigen ostdeutschen Friedensinitiativen. Deshalb gibt es auch die Ansicht, dass eher Versuche der DKP-nahen Gruppen, die Friedensbewegung für sowjetische Interessen zu instrumentalisieren, gescheitert seien.
Die Journalisten Reinhard Bingener und Markus Wehner bewerten den Appell in ihrem Buch Die Moskau-Connection als eine „Meisterleistung der DKP“, der es gelungen sei, ein „breites Bündnis“ zu schmieden.